# Noblea admiranda
Noblea admiranda is een microscopische parasiet uit de familie Sinuolineidae. Noblea admiranda werd in 1989 beschreven door Kovaljova. 